# Phomopsis
Phomopsis is een geslacht behorend tot de familie Diaporthaceae.

## Soorten
Volgens Index Fungorum telt het 681 soorten (peildatum maart 2023):
| Soortnaam                        | Auteur(s)                                      | Publicatiejaar |
| -------------------------------- | ---------------------------------------------- | -------------- |
| Phomopsis abrotani               | (Oudem.) Sacc. & D. Sacc.                      | 1906           |
| Phomopsis abutilonis             | Sacc.                                          | 1915           |
| Phomopsis acaciae                | C.C. Chen                                      | 1967           |
| Phomopsis acaciicola             | (Henn.) Died.                                  | 1911           |
| Phomopsis acanthi                | (Sacc. & D. Sacc.) Grove                       | 1920           |
| Phomopsis acerina                | Pirone & J.C. Carter                           | 1966           |
| Phomopsis aceris                 | (Höhn.) Sacc. & D. Sacc.                       | 1906           |
| Phomopsis acmella                | (Berk.) Petr. & Syd.                           | 1924           |
| Phomopsis adansoniae             | Li Ma, P.K. Chi & Z.D. Jiang                   | 2004           |
| Phomopsis aesculana              | (Sacc.) Petr.                                  | 1921           |
| Phomopsis agapanthi              | Punith. & Spooner                              | 2005           |
| Phomopsis agrostidis             | Punith. & Spooner                              | 2002           |
| Phomopsis airae                  | Punith. & Spooner                              | 2002           |
| Phomopsis albolutea              | (Dearn. & Barthol.) Petr.                      | 1929           |
| Phomopsis algerica               | Maire                                          | 1945           |
| Phomopsis alhagi                 | Woron.                                         | 1915           |
| Phomopsis allamandae             | Petr.                                          | 1923           |
| Phomopsis allescheriana          | (Henn.) Boerema, Loer. & Hamers                | 1996           |
| Phomopsis almeidae               | Traverso & Spessa                              | 1910           |
| Phomopsis alni-incanae           | Sandu                                          | 1964           |
| Phomopsis aloes-percrassae       | Trinchieri                                     | 1909           |
| Phomopsis alpiniae               | Sousa da Câmara                                | 1949           |
| Phomopsis alsophilae             | (Syd. & P. Syd.) Aa                            | 2002           |
| Phomopsis amaranthi              | Ubrizsy & Vörös                                | 1966           |
| Phomopsis amazonica              | (Syd. & P. Syd.) Aa                            | 2002           |
| Phomopsis amelanchieris          | (Cooke) Grove                                  | 1917           |
| Phomopsis amherstiae             | Ponnappa                                       | 1971           |
| Phomopsis ampelopsidis           | Petr.                                          | 1917           |
| Phomopsis amraii                 | M.P. Srivast., Tandon, Bhargava & A.K. Ghosh   | 1966           |
| Phomopsis amygdaliana            | Canonaco                                       | 1936           |
| Phomopsis ananadis               | M.M. Xiang & P.K. Chi                          | 1994           |
| Phomopsis ananasae               | M.M. Xiang & P.K. Chi                          | 2000           |
| Phomopsis andina                 | Petr.                                          | 1950           |
| Phomopsis annonae                | Urries                                         | 1952           |
| Phomopsis anthyllidicola         | (Henn.) Died.                                  | 1911           |
| Phomopsis antigoni               | R.C. Rajak                                     | 1981           |
| Phomopsis apocyni                | Pisareva & Philim.                             | 1968           |
| Phomopsis aquifolii              | (Brunaud) Keissl.                              | 1913           |
| Phomopsis aquilariae             | Punith. & I.A.S. Gibson                        | 1978           |
| Phomopsis araliae                | Koval                                          | 1961           |
| Phomopsis araucariae             | Grove                                          | 1935           |
| Phomopsis archeri                | B. Sutton                                      | 1980           |
| Phomopsis arecae                 | Syd. & P. Syd.                                 | 1914           |
| Phomopsis aristolochiae          | Grove                                          | 1917           |
| Phomopsis armeriae               | Grove                                          | 1930           |
| Phomopsis arnoldiae              | B. Sutton                                      | 1980           |
| Phomopsis artabotrydis           | Syd. & P. Syd.                                 | 1916           |
| Phomopsis arthrophylli           | (Koord.) Aa                                    | 2002           |
| Phomopsis artocarpi              | Syd.                                           | 1935           |
| Phomopsis asclepiadea            | (Ellis & Everh.) Petr.                         | 1951           |
| Phomopsis asparagi               | (Sacc.) Grove                                  | 1935           |
| Phomopsis asparagicola           | Alcalde                                        | 1952           |
| Phomopsis asphodelina            | (Thüm.) Traverso & Spessa                      | 1910           |
| Phomopsis asteriscus             | (Berk & Broome) Grove                          | 1917           |
| Phomopsis aucubicola             | (Brunaud) Grove                                | 1917           |
| Phomopsis avellana               | Petr.                                          | 1921           |
| Phomopsis baccharidis            | Grove                                          | 1935           |
| Phomopsis bakeri                 | Syd. & P. Syd.                                 | 1913           |
| Phomopsis baliospermi            | Suj. Singh & Kamal                             | 1979           |
| Phomopsis banksiae               | Novoss.                                        | 1936           |
| Phomopsis barbari                | (Cooke) Punith.                                | 2002           |
| Phomopsis barringtoniae          | Kamal & R.P. Singh                             | 1981           |
| Phomopsis batatas                | (Ellis & Halst.) Harter & E.C. Field           | 1912           |
| Phomopsis bauhiniae              | Alcalde                                        | 1952           |
| Phomopsis bauhiniicola           | M.M. Xiang, Z.D. Jiang & P.K. Chi              | 2003           |
| Phomopsis beckhausii             | (Cooke) Traverso                               | 1906           |
| Phomopsis begoniae               | Gutner                                         | 1936           |
| Phomopsis berberina              | (Sacc. & Roum.) Grove                          | 1919           |
| Phomopsis bertholletianum        | E.R. Spencer                                   | 1921           |
| Phomopsis bicincta               | Syd.                                           | 1926           |
| Phomopsis biformis               | Bubák & Gonz. Frag.                            | 1915           |
| Phomopsis bignoniae              | Curzi & Barbaini                               | 1927           |
| Phomopsis biwa                   | Hara                                           | 1954           |
| Phomopsis bloxamii               | Grove                                          | 1917           |
| Phomopsis boehmeriae             | Novoss.                                        | 1936           |
| Phomopsis bossiaeae              | (Henn.) Died.                                  | 1911           |
| Phomopsis bougainvilleae         | Sousa da Câmara                                | 1951           |
| Phomopsis brachyceras            | Grove                                          | 1935           |
| Phomopsis brachysematis          | (Henn.) Died.                                  | 1911           |
| Phomopsis brassicae              | Sacc. & Roum.                                  | 1884           |
| Phomopsis brencklei              | Petr.                                          | 1924           |
| Phomopsis brideliae              | Chowdhry                                       | 1966           |
| Phomopsis broussonetiae          | (Sacc.) Died.                                  | 1911           |
| Phomopsis brunaudiana            | (Sacc.) B. Sutton                              | 1996           |
| Phomopsis brunaudii              | (Pass.) Moesz                                  | 1931           |
| Phomopsis bryophylli             | Sousa da Câmara & A.T. Vasconc.                | 1955           |
| Phomopsis buddlejae              | Grove                                          | 1930           |
| Phomopsis buettneriae            | Bond.-Mont.                                    | 1938           |
| Phomopsis buteae                 | V.P. Sahni                                     | 1968           |
| Phomopsis buxi                   | (Desm.) Höhn.                                  | 1920           |
| Phomopsis buxicola               | P.K. Chi, C.Q. Chang & Z.D. Jiang              | 2007           |
| Phomopsis cacti                  | (Berk.) Grove                                  | 1917           |
| Phomopsis cajani                 | Syd. & P. Syd.                                 | 1916           |
| Phomopsis calanthes              | Sacc.                                          | 1916           |
| Phomopsis callistephi            | Tehon & E.Y. Daniels                           | 1925           |
| Phomopsis calophacae             | (Henn.) Died.                                  | 1911           |
| Phomopsis calotropidis           | (Gonz. Frag. & Cif.) Petr.                     | 1929           |
| Phomopsis calystegiae            | (Cooke) Grove                                  | 1917           |
| Phomopsis camelliae-japonicae    | Petr.                                          | 1916           |
| Phomopsis campanulae-latifoliae  | Petr.                                          | 1925           |
| Phomopsis campomanesiae          | Bond.-Mont.                                    | 1936           |
| Phomopsis campsidis              | M.T. Lucas & Sousa da Câmara                   | 1954           |
| Phomopsis canadensis             | Bubák & Dearn.                                 | 1916           |
| Phomopsis cancri                 | Punith.                                        | 1974           |
| Phomopsis cannabina              | Curzi                                          | 1927           |
| Phomopsis caraganae              | Bondartsev                                     | 1922           |
| Phomopsis carludoviciae          | Novoss.                                        | 1936           |
| Phomopsis carnea                 | (Lib. ex Thüm.) Petr.                          | 1921           |
| Phomopsis carpogena              | (Sacc. & Roum.) Died.                          | 1911           |
| Phomopsis carposchiza            | Fairm.                                         | 1921           |
| Phomopsis caryophylli            | (Cooke) Grove                                  | 1917           |
| Phomopsis caryotae-urentis       | Petr. & Cif.                                   | 1930           |
| Phomopsis cassiae                | Sousa da Câmara                                | 1951           |
| Phomopsis cassiicola             | M.M. Xiang, Z.D. Jiang & P.K. Chi              | 2003           |
| Phomopsis castaneae              | Woron.                                         | 1915           |
| Phomopsis casuarinae             | (Tassi) Died.                                  | 1912           |
| Phomopsis catalpicola            | Alcalde                                        | 1952           |
| Phomopsis caulographa            | (Durieu & Mont.) Grove                         | 1917           |
| Phomopsis cedrelae               | Sousa da Câmara                                | 1932           |
| Phomopsis celastrinae            | (Cooke) Bubák & Kabát                          | 1912           |
| Phomopsis celottii               | (Sacc.) M.T. Lucas & Sousa da Câmara           | 1952           |
| Phomopsis cephaelidis            | (Bond.-Mont.) Aa & Vanev                       | 2002           |
| Phomopsis cephalotaxi            | Sawada                                         | 1950           |
| Phomopsis cestri                 | Syd. & P. Syd.                                 | 1917           |
| Phomopsis chamaecristae          | Petr.                                          | 1952           |
| Phomopsis choisyae               | Woron.                                         | 1916           |
| Phomopsis chondrillae            | (Hollós) Dias & M.T. Lucas                     | 1975           |
| Phomopsis christianicola         | (Bat.) Vanev & Aa                              | 2002           |
| Phomopsis cichoracearum          | (Sacc.) Bubák                                  | 1906           |
| Phomopsis cinnamomi              | S.M. Lin & P.K. Chi                            | 1992           |
| Phomopsis cinnamomicola          | Z.D. Jiang, M.M. Xiang & P.K. Chi              | 2003           |
| Phomopsis cirsii                 | Grove                                          | 1935           |
| Phomopsis cistina                | (Cooke) Grove                                  | 1917           |
| Phomopsis citriodora             | Grove                                          | 1930           |
| Phomopsis cladrastidis           | Petr.                                          | 1934           |
| Phomopsis clarkiae               | (Oudem.) Petr.                                 | 1925           |
| Phomopsis clematidis             | S. Ahmad                                       | 1971           |
| Phomopsis clerodendri            | Kamal & R.P. Singh                             | 1981           |
| Phomopsis clethrae               | Novoss.                                        | 1936           |
| Phomopsis clypeata               | (Briard & Har.) Nannf.                         | 1939           |
| Phomopsis coccolobae             | Sacc.                                          | 1915           |
| Phomopsis cocculi                | Maffei                                         | 1916           |
| Phomopsis cocoes                 | Petch                                          | 1922           |
| Phomopsis cocophila              | (Speg.) Bond.-Mont.                            | 1936           |
| Phomopsis coffeae                | Bond.-Mont.                                    | 1936           |
| Phomopsis colae                  | Bond.-Mont.                                    | 1936           |
| Phomopsis coluteae               | (Sacc. & Roum.) Died.                          | 1911           |
| Phomopsis combreticola           | Gutner                                         | 1936           |
| Phomopsis commelinae             | Punith.                                        | 1975           |
| Phomopsis conii                  | Died.                                          | 1915           |
| Phomopsis conspicua              | Syd. & P. Syd.                                 | 1920           |
| Phomopsis convallariae           | (Westend.) Grove                               | 1921           |
| Phomopsis convolvulina           | Petr.                                          | 1925           |
| Phomopsis copelandii             | Sacc.                                          | 1917           |
| Phomopsis corchoricola           | A.Z.M. Khan & S.K. Das                         | 1980           |
| Phomopsis cordiae                | V. Nath & Bhargava                             | 1977           |
| Phomopsis cordifolia             | (Brunaud) Died.                                | 1912           |
| Phomopsis cordylines             | Ponnappa                                       | 1971           |
| Phomopsis coriariicola           | Speg.                                          | 1910           |
| Phomopsis coronillae             | (Westend.) Bubák                               | 1906           |
| Phomopsis correae                | (McAlpine) Vanev                               | 2002           |
| Phomopsis corticis               | (Fuckel) Grove                                 | 1918           |
| Phomopsis corylopsidis           | (Henn.) Died.                                  | 1912           |
| Phomopsis corynocarpi            | Sacc.                                          | 1915           |
| Phomopsis crataegicola           | Petr.                                          | 1920           |
| Phomopsis crini                  | Chowdhry & D. Gupta                            | 1986           |
| Phomopsis crotalariae            | G.F. Weber                                     | 1933           |
| Phomopsis crotonophila           | (Speg.) Aa                                     | 2002           |
| Phomopsis cruciferae             | Grove                                          | 1917           |
| Phomopsis cunninghamii           | Syd.                                           | 1924           |
| Phomopsis cuscutae               | H.C. Greene                                    | 1964           |
| Phomopsis cuspariae              | Gutner                                         | 1933           |
| Phomopsis cyamopsidis            | Petr. & Syd.                                   | 1923           |
| Phomopsis cycadis                | (Sacc. & Berl.) M.T. Lucas & Sousa da Câmara   | 1954           |
| Phomopsis cyclobalanopsidis      | (C.C. Chen) Vanev & Aa                         | 2002           |
| Phomopsis cydoniae               | (Schulzer) Sacc. & Traverso                    | 1911           |
| Phomopsis cynanchi               | (Sousa da Câmara) Sousa da Câmara              | 1949           |
| Phomopsis cynanchicola           | Petr.                                          | 1931           |
| Phomopsis cynanchina             | Petr.                                          | 1922           |
| Phomopsis cytisi                 | Gonz. Frag.                                    | 1914           |
| Phomopsis dahliae                | Ponnappa                                       | 1971           |
| Phomopsis dalbergiae             | Sacc.                                          | 1915           |
| Phomopsis daturicola             | S. Ahmad                                       | 1971           |
| Phomopsis dauci                  | Arx                                            | 1951           |
| Phomopsis daucicola              | Moesz                                          | 1920           |
| Phomopsis dearnessiana           | (Sacc.) Arx                                    | 1957           |
| Phomopsis delogneana             | Petr.                                          | 1925           |
| Phomopsis dendrobii              | V.G. Rao & B.R.D. Yadav                        | 1989           |
| Phomopsis desmazieri             | (Durieu & Mont.) Grove                         | 1930           |
| Phomopsis destructa              | D.P.C. Rao, S.C. Agarwal & S.B. Saksena        | 1976           |
| Phomopsis detrusa                | (Sacc.) Traverso                               | 1906           |
| Phomopsis deutziae               | N.F. Buchw.                                    | 1958           |
| Phomopsis diachenii              | Sacc.                                          | 1915           |
| Phomopsis dianthicola            | Sacc.                                          | 1915           |
| Phomopsis dianthina              | Sacc.                                          | 1915           |
| Phomopsis diaporthes-macrostomae | Traverso                                       | 1906           |
| Phomopsis digitalis              | D. Hawksw. & Punith.                           | 1973           |
| Phomopsis dioscoreae             | Sacc.                                          | 1913           |
| Phomopsis diospyri               | (Sacc.) Traverso & Spessa                      | 1910           |
| Phomopsis diplodinoides          | (Sacc.) Punith.                                | 1988           |
| Phomopsis dipsaci                | (Cooke) Grove                                  | 1917           |
| Phomopsis dominici               | (Traverso) Sacc. & D. Sacc.                    | 1903           |
| Phomopsis dorycnii               | Petr.                                          | 1921           |
| Phomopsis dracaenae              | V.P. Sahni                                     | 1968           |
| Phomopsis dracaenicola           | Z.D. Jiang, P.G. Xi & P.K. Chi                 | 2000           |
| Phomopsis duabangae              | M.M. Xiang, Z.D. Jiang & P.K. Chi              | 2003           |
| Phomopsis durandiana             | (Sacc. & Roum.) Died.                          | 1911           |
| Phomopsis durionis               | Syd.                                           | 1932           |
| Phomopsis dysoxyli               | (Sacc.) Petr.                                  | 1957           |
| Phomopsis ebulina                | (Sacc. & Schulzer) Grove                       | 1935           |
| Phomopsis echioidis              | (Brunaud) Gonz. Frag.                          | 1917           |
| Phomopsis edgworthiae            | (Sacc.) Grove                                  | 1919           |
| Phomopsis effusa                 | (Roberge ex Desm.) Höhn.                       | 1918           |
| Phomopsis elaeagni               | Sacc.                                          | 1915           |
| Phomopsis elaeagnicola           | C.Q. Chang, M.M. Xiang & P.K. Chi              | 2005           |
| Phomopsis elaeidis               | Punith.                                        | 1974           |
| Phomopsis elasticae              | Petr.                                          | 1916           |
| Phomopsis elenkinii              | Lebedeva                                       | 1923           |
| Phomopsis elliptica              | (Peck) Grove                                   | 1935           |
| Phomopsis emicis                 | R.G. Shivas                                    | 1992           |
| Phomopsis emmanuelii             | Vegni                                          | 1964           |
| Phomopsis endogena               | (Speg.) Cif.                                   | 1950           |
| Phomopsis ephedrae               | Novoss.                                        | 1936           |
| Phomopsis epicarpa               | Sacc.                                          | 1909           |
| Phomopsis epiglandula            | (Tassi) Bond.-Mont.                            | 1936           |
| Phomopsis ericaceana             | Fairm.                                         | 1918           |
| Phomopsis erini                  | Sousa da Câmara                                | 1936           |
| Phomopsis eriobotryae            | Curzi                                          | 1927           |
| Phomopsis eriodendri             | (Died.) Aa                                     | 2002           |
| Phomopsis erythrinae             | (Petch) Petr.                                  | 1957           |
| Phomopsis erythroxyli            | Novoss.                                        | 1938           |
| Phomopsis escalloniae            | Grove                                          | 1935           |
| Phomopsis eucalypti              | Zerova                                         | 1940           |
| Phomopsis eugeniae               | Shreem.                                        | 1972           |
| Phomopsis eumorpha               | Sacc.                                          | 1917           |
| Phomopsis eupatoriicola          | Petr.                                          | 1922           |
| Phomopsis euphorbiae             | (Sacc.) Traverso                               | 1906           |
| Phomopsis extorris               | Sacc.                                          | 1915           |
| Phomopsis exul                   | (Sacc.) Grove                                  | 1917           |
| Phomopsis fabae                  | Ondřej                                         | 1991           |
| Phomopsis fagopyri               | Traverso & Spessa                              | 1910           |
| Phomopsis familiaris             | (Sacc.) Gutner                                 | 1933           |
| Phomopsis fatsiae-japonicae      | Petr.                                          | 1916           |
| Phomopsis ficina                 | Sacc.                                          | 1915           |
| Phomopsis filicina               | H.C. Greene                                    | 1963           |
| Phomopsis filiformis             | N.C. Mandal & M.K. Dasgupta                    | 1984           |
| Phomopsis firmianae              | Kamal, P. Kumar & R.P. Singh                   | 1981           |
| Phomopsis fischeri-eduardi       | Bubák                                          | 1916           |
| Phomopsis flacourtiae            | S.M. Singh                                     | 1979           |
| Phomopsis flueckigeriae          | (Gutner) Vanev & Aa                            | 2002           |
| Phomopsis foeniculi              | Du Manoir & Vegh                               | 1981           |
| Phomopsis folliculicola          | Punith.                                        | 1974           |
| Phomopsis fontanesiae            | Alcalde                                        | 1952           |
| Phomopsis fragosoana             | (Sousa da Câmara) Vanev & Aa                   | 2002           |
| Phomopsis fragosoi               | Bubák                                          | 1915           |
| Phomopsis francoae               | Speg.                                          | 1910           |
| Phomopsis fraterna               | Fairm.                                         | 1922           |
| Phomopsis fraxinellae            | (Tassi) Petr.                                  | 1992           |
| Phomopsis fuchsiae               | (Brunaud) E.K. Cash                            | 1972           |
| Phomopsis furcraeae              | Sacc.                                          | 1906           |
| Phomopsis fusiformis             | N.C. Mandal & M.K. Dasgupta                    | 1984           |
| Phomopsis garryae                | Grove                                          | 1922           |
| Phomopsis garugae                | N.D. Sharma                                    | 1982           |
| Phomopsis gasteriae              | Sacc.                                          | 1915           |
| Phomopsis genistae-tinctoriae    | Petr.                                          | 1917           |
| Phomopsis gevuinicola            | (Speg.) Aa                                     | 2002           |
| Phomopsis ginkgonis              | Z.D. Jiang, C.Q. Chang & M.M. Xiang            | 2007           |
| Phomopsis glandicola             | (Lév.) Grove                                   | 1917           |
| Phomopsis glaziovae              | Bond.-Mont.                                    | 1936           |
| Phomopsis gliricidiae            | Syd. & P. Syd.                                 | 1913           |
| Phomopsis glycines               | Petr.                                          | 1936           |
| Phomopsis gmelinae               | Sankaran, Florence & J.K. Sharma               | 1987           |
| Phomopsis gnomoniae              | Petr.                                          | 1923           |
| Phomopsis gomphocarpi            | Sousa da Câmara                                | 1936           |
| Phomopsis gomphrenae             | M.H. Li, Z.D. Jiang & P.K. Chi                 | 2004           |
| Phomopsis gorakhpurensis         | Kamal, P. Kumar & R.P. Singh                   | 1981           |
| Phomopsis grabowskiae            | Alcalde                                        | 1952           |
| Phomopsis grewiae                | (Died.) Aa                                     | 2002           |
| Phomopsis grossulariae           | Gutner                                         | 1928           |
| Phomopsis guareae                | (Henn.) Aa                                     | 2002           |
| Phomopsis guiyan                 | Chuan F. Zhang & P.K. Chi                      | 1996           |
| Phomopsis guiyuan                | C.F. Zhang & P.K. Chi                          | 2000           |
| Phomopsis gulabii                | B. Lal & A. Arya                               | 1981           |
| Phomopsis gymnocladi             | Byzova                                         | 1968           |
| Phomopsis hakeae                 | Lebedeva                                       | 1923           |
| Phomopsis halimii                | Alcalde                                        | 1945           |
| Phomopsis hameliae               | Gonz. Frag. & Cif.                             | 1928           |
| Phomopsis heckeriae              | (Henn.) Bat., R. Garnier & J.L. Bezerra        | 1966           |
| Phomopsis hellebori              | (Briard & Har.) Traverso                       | 1906           |
| Phomopsis heraclei               | Lebedeva                                       | 1933           |
| Phomopsis heritierae             | Novoss.                                        | 1936           |
| Phomopsis herminierae            | (Cooke) Grove                                  | 1917           |
| Phomopsis heteronema             | Sacc.                                          | 1913           |
| Phomopsis heterophragmatis       | (Chona & Munjal) Vanev & Aa                    | 2002           |
| Phomopsis heveae                 | (Petch) Boedijn                                | 1929           |
| Phomopsis heveicola              | Li Ma, M.M. Xiang & P.K. Chi                   | 2004           |
| Phomopsis hibisci                | Dearn.                                         | 1926           |
| Phomopsis hieracii               | H.C. Greene                                    | 1953           |
| Phomopsis hispaniolae            | (Cif. & Gonz. Frag.) Vanev & Aa                | 2002           |
| Phomopsis hollboelliae           | Bond.-Mont.                                    | 1936           |
| Phomopsis hranicensis            | Petr.                                          | 1921           |
| Phomopsis hughesii               | N.D. Sharma                                    | 1982           |
| Phomopsis hydnocarpi             | S.M. Lin & P.K. Chi                            | 1992           |
| Phomopsis hydrangeae             | M.T. Lucas & Sousa da Câmara                   | 1952           |
| Phomopsis hyperici               | Grove                                          | 1922           |
| Phomopsis hysteriola             | (Sacc.) Grove                                  | 1935           |
| Phomopsis ichnocarpi             | Yesodh. & J.K. Sharma                          | 1987           |
| Phomopsis impatientis            | Dearn. & House                                 | 1921           |
| Phomopsis inclusa                | Höhn.                                          | 1920           |
| Phomopsis incommoda              | (Trail) Grove                                  | 1935           |
| Phomopsis inconstans             | (Sacc.) Died.                                  | 1912           |
| Phomopsis incrustans             | Died.                                          | 1911           |
| Phomopsis indica                 | Kamal, P. Kumar & R.P. Singh                   | 1981           |
| Phomopsis indigoferae            | (Sacc.) Traverso & Spessa                      | 1910           |
| Phomopsis ingae-dulcis           | (Died.) Aa                                     | 2002           |
| Phomopsis inulina                | (Sacc.) Petr.                                  | 1929           |
| Phomopsis iochromatis            | Gonz. Frag.                                    | 1917           |
| Phomopsis ipomoeae               | Petr.                                          | 1922           |
| Phomopsis iridina                | (Maire & Sacc.) M.T. Lucas & Sousa da Câmara   | 1952           |
| Phomopsis iridis                 | (Cooke) D. Hawksw. & Punith.                   | 1975           |
| Phomopsis irregularis            | (Died.) Petr.                                  | 1921           |
| Phomopsis isorae                 | S.M. Singh                                     | 1979           |
| Phomopsis iteae                  | (C.C. Chen) Vanev                              | 2002           |
| Phomopsis ixorae                 | Chowdhry                                       | 1971           |
| Phomopsis jaczewskii             | Panas.                                         | 1929           |
| Phomopsis jambosae               | Bond.-Mont.                                    | 1936           |
| Phomopsis jasmini                | Petr.                                          | 1916           |
| Phomopsis jaunpurensis           | R.C. Srivast.                                  | 1980           |
| Phomopsis javanica               | Uecker & D.A. Johnson                          | 1991           |
| Phomopsis juglandina             | (Sacc.) Höhn.                                  | 1906           |
| Phomopsis jurineae               | Morochk.                                       | 1933           |
| Phomopsis justiciae              | (Tassi) M.T. Lucas & Sousa da Câmara           | 1953           |
| Phomopsis kentrophylli           | Ade                                            | 1929           |
| Phomopsis kiggelariae            | (Henn.) Died.                                  | 1911           |
| Phomopsis kochiana               | Gaja                                           | 1912           |
| Phomopsis lactucae               | (Sacc.) Bubák                                  | 1905           |
| Phomopsis lagettae               | Gutner                                         | 1936           |
| Phomopsis lamii                  | Sacc. & D. Sacc.                               | 1905           |
| Phomopsis landolphiae            | Novoss.                                        | 1936           |
| Phomopsis lantanae               | (M.E.A. Costa & Sousa da Câmara) B. Sutton     | 1980           |
| Phomopsis lantanae-glutinosae    | J.M. Pereira & R.W. Barreto                    | 2001           |
| Phomopsis lathyrina              | (Sacc.) Grove                                  | 1920           |
| Phomopsis latifolia              | (Ellis & Everh.) Vanev & Aa                    | 2002           |
| Phomopsis lauri                  | Gutner                                         | 1933           |
| Phomopsis laurina                | Petr.                                          | 1916           |
| Phomopsis lavandulae             | (Gabotto) Cif. & Vegni                         | 1964           |
| Phomopsis lavaterae              | (Westend.) Died.                               | 1921           |
| Phomopsis lavitskii              | Zerova                                         | 1940           |
| Phomopsis lebiseyi               | (Sacc.) Died.                                  | 1911           |
| Phomopsis lentisci               | (Pass.) Sousa da Câmara                        | 1951           |
| Phomopsis lepidii                | (Sacc.) Sousa da Câmara                        | 1949           |
| Phomopsis leptographa            | (Sacc.) Petr.                                  | 1922           |
| Phomopsis leucothoes             | (Henn.) Died.                                  | 1911           |
| Phomopsis liatridis              | H.C. Greene                                    | 1949           |
| Phomopsis libertii               | M. Morelet                                     | 1968           |
| Phomopsis ligulata               | Grove                                          | 1935           |
| Phomopsis ligustri-vulgaris      | Petr.                                          | 1921           |
| Phomopsis limonii                | Vegh                                           | 1994           |
| Phomopsis lirella                | (Desm.) Grove                                  | 1917           |
| Phomopsis lirellata              | (Sacc.) Grove                                  | 1935           |
| Phomopsis lirelliformis          | (Sacc.) Bubák                                  | 1915           |
| Phomopsis liriodendri            | Grove                                          | 1930           |
| Phomopsis lithocarpi             | Y.H. Gao, W. Sun & L. Cai                      | 2013           |
| Phomopsis litoralis              | Petr.                                          | 1931           |
| Phomopsis litseae                | Kamal & R.P. Singh                             | 1981           |
| Phomopsis lixivia                | Höhn.                                          | 1915           |
| Phomopsis lokoyae                | G.G. Hahn                                      | 1933           |
| Phomopsis longanae               | P.K. Chi & Z.D. Jiang                          | 1992           |
| Phomopsis lonicerae              | (Cooke ex Sacc.) Grove                         | 1917           |
| Phomopsis lophanthi              | Sousa da Câmara                                | 1936           |
| Phomopsis loti                   | J. Upadhyay                                    | 1966           |
| Phomopsis lucumae                | Gutner                                         | 1936           |
| Phomopsis lucumicola             | Z.D. Jiang & P.K. Chi                          | 2000           |
| Phomopsis ludwigii               | Petr.                                          | 1923           |
| Phomopsis lueheae                | Novoss.                                        | 1936           |
| Phomopsis lumae                  | Syd.                                           | 1928           |
| Phomopsis lusitanica             | Sousa da Câmara                                | 1949           |
| Phomopsis lyonsiae               | Petr.                                          | 1957           |
| Phomopsis lysimachiae            | (Cooke) Grove                                  | 1917           |
| Phomopsis macadamii              | Z.D. Jiang & P.K. Chi                          | 2000           |
| Phomopsis machaeriicola          | Petr.                                          | 1953           |
| Phomopsis macilenta              | (Roberge ex Desm.) Petr.                       | 1929           |
| Phomopsis macrocarpae            | P.G. Xi, Z.D. Jiang & P.K. Chi                 | 2000           |
| Phomopsis macrocollum            | Alcalde                                        | 1952           |
| Phomopsis macrospora             | Tak. Kobay. & Chiba                            | 1961           |
| Phomopsis maculans               | Curzi & Barbaini                               | 1927           |
| Phomopsis magnoliicola           | (Syd. & P. Syd.) Died.                         | 1911           |
| Phomopsis magnoliina             | C.Q. Chang, Z.D. Jiang & P.K. Chi              | 2005           |
| Phomopsis magocsyana             | Moesz                                          | 1924           |
| Phomopsis mahoniae               | Grove                                          | 1930           |
| Phomopsis mahothocarpi           | Y.H. Gao, W. Sun & L. Cai                      | 2013           |
| Phomopsis majuscula              | Sacc.                                          | 1906           |
| Phomopsis malvacearum            | (Westend.) Died.                               | 1912           |
| Phomopsis mandevillae            | M.E.A. Costa & Sousa da Câmara                 | 1952           |
| Phomopsis mangiferae             | S. Ahmad                                       | 1954           |
| Phomopsis mangrovei              | K.D. Hyde                                      | 1991           |
| Phomopsis manilkarae             | R.K. Rajak & A.A.K. Chatterjee                 | 1984           |
| Phomopsis marrubii               | (Durieu & Mont.) Grove                         | 1920           |
| Phomopsis marsdeniae             | Petr.                                          | 1931           |
| Phomopsis martyniae              | Speg.                                          | 1910           |
| Phomopsis mastoidea              | M.E.A. Costa & Sousa da Câmara                 | 1953           |
| Phomopsis mauritiana             | G.Q. Yuan & J.G. Wei                           | 2008           |
| Phomopsis mayteni                | (Speg.) Aa                                     | 2002           |
| Phomopsis mazzantioides          | Petr.                                          | 1921           |
| Phomopsis medinillae             | Gutner                                         | 1936           |
| Phomopsis mediterranea           | Sacc.                                          | 1913           |
| Phomopsis melaleuca              | (Berk. & M.A. Curtis) Grove                    | 1919           |
| Phomopsis meliloti               | Grove                                          | 1930           |
| Phomopsis melocacticola          | (Henn.) Died.                                  | 1912           |
| Phomopsis menispermacearum       | Gonz. Frag.                                    | 1917           |
| Phomopsis menispermi             | (Peck) Grove                                   | 1917           |
| Phomopsis metrosideri            | (H. Mori) Petr.                                | 1934           |
| Phomopsis micheliae              | Sankaran, Florence & J.K. Sharma               | 1987           |
| Phomopsis micheliicola           | Z.D. Jiang, P.K. Chi & M.M. Xiang              | 2002           |
| Phomopsis microspora             | Kleb.                                          | 1933           |
| Phomopsis millettiae             | Swarup, L.S. Chauhan & Tripathi                | 1966           |
| Phomopsis mimusopis              | (Henn.) Aa                                     | 2002           |
| Phomopsis mindoensis             | Petr.                                          | 1948           |
| Phomopsis minuscula              | Grove                                          | 1922           |
| Phomopsis missouriensis          | Bubák                                          | 1906           |
| Phomopsis mongolica              | Petr.                                          | 1934           |
| Phomopsis montanensis            | G.G. Hahn                                      | 1930           |
| Phomopsis morearum               | (Brunaud) Curzi & Barbaini                     | 1927           |
| Phomopsis mori                   | Voglino                                        | 1915           |
| Phomopsis morifolia              | (Berl.) Petr.                                  | 1927           |
| Phomopsis morphaea               | Sacc.                                          | 1884           |
| Phomopsis muelleri               | (Cooke) Grove                                  | 1917           |
| Phomopsis multipunctata          | (Sacc.) Died.                                  | 1911           |
| Phomopsis muscorum               | Racov.                                         | 1941           |
| Phomopsis musicola               | (F. Stevens & E. Young) Punith.                | 1975           |
| Phomopsis myopori                | (Henn.) Died.                                  | 1911           |
| Phomopsis myricae                | Y.J. Huang & P.K. Chi                          | 2000           |
| Phomopsis myricariae             | Syd. & P. Syd.                                 | 1913           |
| Phomopsis myricina               | Y.J. Huang & P.K. Chi                          | 2000           |
| Phomopsis myriosticta            | Sacc.                                          | 1914           |
| Phomopsis myrtilli               | Petr.                                          | 1924           |
| Phomopsis natsume                | Hara                                           | 1954           |
| Phomopsis neeae                  | (Bat. & Peres) Vanev & Aa                      | 2002           |
| Phomopsis nepetae                | Gonz. Frag.                                    | 1914           |
| Phomopsis nephelii               | (Delacr.) Vanev & Aa                           | 2002           |
| Phomopsis nerii                  | Zerova                                         | 1940           |
| Phomopsis neriicola              | (Pat.) M.E.A. Costa & Sousa da Câmara          | 1952           |
| Phomopsis nicotianae             | Fairm.                                         | 1923           |
| Phomopsis nidulans               | (Grognot ex Sacc.) Höhn.                       | 1915           |
| Phomopsis nitidula               | (Sacc.) Grove                                  | 1917           |
| Phomopsis nivea                  | (Syd. & P. Syd.) Aa                            | 2002           |
| Phomopsis nymphaeae              | Nag Raj & Ponnappa                             | 1970           |
| Phomopsis oblita                 | Sacc.                                          | 1910           |
| Phomopsis oemanthi               | Dzhalag.                                       | 1965           |
| Phomopsis oenocarpi              | Bat., J.L. Bezerra & J.E.W. Castro             | 1964           |
| Phomopsis oenocarpicola          | Bat. & R. Garnier                              | 1966           |
| Phomopsis oenotherae             | (Dearn.) Petr.                                 | 1929           |
| Phomopsis oleariae               | Grove                                          | 1922           |
| Phomopsis olisipponensis         | (Sousa da Câmara) Sousa da Câmara              | 1949           |
| Phomopsis oliveirana             | Dias & Teixeira                                | 1963           |
| Phomopsis oncostoma              | (Thüm.) Höhn.                                  | 1917           |
| Phomopsis ononidicola            | (Hollós) Moesz                                 | 1930           |
| Phomopsis oppilata               | (Fr.) Petr.                                    | 1921           |
| Phomopsis opulana                | Sacc.                                          | 1913           |
| Phomopsis orchidophila           | E.K. Cash & A.M.J. Watson                      | 1955           |
| Phomopsis oreodaphnes            | (Henn.) Aa                                     | 2002           |
| Phomopsis orobanches             | Grove                                          | 1933           |
| Phomopsis orysopsidis            | M.T. Lucas & Sousa da Câmara                   | 1955           |
| Phomopsis oryzae                 | Punith.                                        | 1975           |
| Phomopsis oryzae-sativae         | Punith.                                        | 1980           |
| Phomopsis osmanthi               | Dzhalag.                                       | 1965           |
| Phomopsis osyridis               | Bubák                                          | 1906           |
| Phomopsis ougeiniae              | R.K. Verma, Soni & N. Sharma                   | 2008           |
| Phomopsis oxalina                | (Ellis & Everh.) Syd.                          | 1930           |
| Phomopsis oxydendri              | (Ellis & Everh.) Aa                            | 2002           |
| Phomopsis oxyspora               | Petr.                                          | 1953           |
| Phomopsis padina                 | (Sacc.) Died.                                  | 1912           |
| Phomopsis pallida                | (Fuckel) Sacc. & D. Sacc.                      | 1906           |
| Phomopsis pandani                | Died.                                          | 1916           |
| Phomopsis papayae                | Gonz. Frag. & Cif.                             | 1926           |
| Phomopsis parabolica             | Petr.                                          | 1927           |
| Phomopsis pardalota              | Died.                                          | 1912           |
| Phomopsis parrotiae              | Ratiani                                        | 1969           |
| Phomopsis paspali                | Deshmukh, Kanitkar & G.S. Pendse               | 1975           |
| Phomopsis passiflorae            | J.F. Lue & P.K. Chi                            | 1992           |
| Phomopsis paui                   | Gonz. Frag.                                    | 1914           |
| Phomopsis pavgii                 | D.D. Shukla, V.N. Pathak & M. Rao              | 1970           |
| Phomopsis pavoniae               | Novoss.                                        | 1936           |
| Phomopsis pedilanthi             | B. Lal & A. Arya                               | 1982           |
| Phomopsis pehenningsii           | N.D. Sharma                                    | 1982           |
| Phomopsis pelargonii             | Vörös                                          | 1959           |
| Phomopsis pergulariae            | Kamal, P. Kumar & R.P. Singh                   | 1981           |
| Phomopsis perniciosa             | Grove                                          | 1935           |
| Phomopsis petersii               | Died.                                          | 1911           |
| Phomopsis petiolorum             | (Desm.) Grove                                  | 1917           |
| Phomopsis phellodendri           | Nann.                                          | 1932           |
| Phomopsis philodendri            | Z.D. Jiang, X.H. Zheng & P.K. Chi              | 2000           |
| Phomopsis phlyctaenoides         | (Berk. & M.A. Curtis) Höhn.                    | 1916           |
| Phomopsis phormiicola            | Sacc.                                          | 1915           |
| Phomopsis phyllanthi             | Punith.                                        | 1975           |
| Phomopsis phyllochlamydis        | Novoss.                                        | 1936           |
| Phomopsis phyllophila            | Petr.                                          | 1920           |
| Phomopsis phyteumatis            | Petr.                                          | 1922           |
| Phomopsis phytolaccae            | (Berk. & M.A. Curtis) Grove                    | 1917           |
| Phomopsis pilocarpicola          | (Sousa da Câmara) Vanev & Aa                   | 2002           |
| Phomopsis pimpinellae            | (Ellis) H.C. Greene                            | 1953           |
| Phomopsis pinophylla             | Höhn.                                          | 1918           |
| Phomopsis pircuniae              | Sacc.                                          | 1915           |
| Phomopsis pisicola               | Petr. & Cif.                                   | 1930           |
| Phomopsis pitcairniae            | Bond.-Mont.                                    | 1936           |
| Phomopsis pittospori             | (Cooke & Harkn.) Grove                         | 1919           |
| Phomopsis plantaginis            | Kurbans.                                       | 1980           |
| Phomopsis platanoidis            | (Cooke) Died.                                  | 1912           |
| Phomopsis platycerii             | (Tassi) Aa                                     | 2002           |
| Phomopsis pleromatis             | (Speg.) Aa                                     | 2002           |
| Phomopsis plumeriae              | N.D. Sharma                                    | 1975           |
| Phomopsis podalyriae             | (Henn.) Died.                                  | 1911           |
| Phomopsis podocarpi              | C.Q. Chang, Z.D. Jiang & P.K. Chi              | 2005           |
| Phomopsis podophylli             | (Cooke) Grove                                  | 1917           |
| Phomopsis polyalthiae            | Shreem.                                        | 1984           |
| Phomopsis polygalae-myrtifoliae  | (Henn.) Dias & Sousa da Câmara                 | 1952           |
| Phomopsis polygonorum            | (Cooke) Grove                                  | 1917           |
| Phomopsis populina               | Voglino                                        | 1909           |
| Phomopsis porteri                | A. Funk                                        | 1975           |
| Phomopsis praetervisa            | Grove                                          | 1919           |
| Phomopsis prosopidicola          | (Speg.) Aa                                     | 2002           |
| Phomopsis pruni                  | (Ellis & Dearn.) Wehm.                         | 1926           |
| Phomopsis prunorum               | (Cooke) Grove                                  | 1917           |
| Phomopsis psidii                 | Nag Raj & Ponnappa                             | 1974           |
| Phomopsis psoraleae              | Bubák                                          | 1906           |
| Phomopsis pteleae                | Panas.                                         | 1938           |
| Phomopsis pterocariicola         | Li Ma, Z.D. Jiang & P.K. Chi                   | 2004           |
| Phomopsis pterospermi            | Bond.-Mont.                                    | 1936           |
| Phomopsis punicae                | C.W. Guo & P.K. Chi                            | 2000           |
| Phomopsis punicicola             | C.Q. Chang, Z.D. Jiang & P.K. Chi              | 2005           |
| Phomopsis putranjivae            | Kamal, P. Kumar & R.P. Singh                   | 1981           |
| Phomopsis pyrorum                | Sacc. & Trotter                                | 1920           |
| Phomopsis pyrrhocystis           | Petr.                                          | 1920           |
| Phomopsis quercicola             | Moesz                                          | 1921           |
| Phomopsis quercina               | (Sacc.) Höhn. ex Died.                         | 1911           |
| Phomopsis quercus                | (Sacc. & Speg.) Curzi & Barbaini               | 1927           |
| Phomopsis radula                 | (Berk. & Broome) Grove                         | 1917           |
| Phomopsis ramealis               | (Desm.) Died.                                  | 1911           |
| Phomopsis ramicola               | (Petch) Aa                                     | 2002           |
| Phomopsis ranojevicii            | Bubák                                          | 1910           |
| Phomopsis rapaneae               | (Speg.) Aa                                     | 2002           |
| Phomopsis rhagadioli             | Novoss.                                        | 1938           |
| Phomopsis rhaphidis              | Gonz. Frag.                                    | 1917           |
| Phomopsis rhaphithamni           | (Speg.) Aa                                     | 2002           |
| Phomopsis rhapidis               | Gonz. Frag.                                    | 1917           |
| Phomopsis rhinanthi              | (Sommerf.) Arx                                 | 1957           |
| Phomopsis rhizophorae            | Bat. & H. Maia                                 | 1955           |
| Phomopsis rhododendri            | Z.D. Jiang, M.M. Xiang & P.K. Chi              | 2003           |
| Phomopsis rhododendricola        | Li Ma, M.M. Xiang & P.K. Chi                   | 2004           |
| Phomopsis rhodophila             | (Sacc.) N.F. Buchw.                            | 1958           |
| Phomopsis rhodotypi              | (Henn.) Died.                                  | 1911           |
| Phomopsis rhynchosiae            | Novoss.                                        | 1936           |
| Phomopsis ribatejana             | Sousa da Câmara                                | 1948           |
| Phomopsis ricinella              | Petr.                                          | 1916           |
| Phomopsis robergeana             | (Sacc.) Died.                                  | 1911           |
| Phomopsis rojana                 | Gaja                                           | 1911           |
| Phomopsis rosae                  | (Schulzer & Sacc.) Died.                       | 1911           |
| Phomopsis rubiseda               | Fairm.                                         | 1922           |
| Phomopsis rudgeae                | Novoss.                                        | 1936           |
| Phomopsis rusci                  | (Westend.) Grove                               | 1935           |
| Phomopsis rutae                  | (Henn.) Died.                                  | 1915           |
| Phomopsis sabaleos               | (Ces.) Bond.-Mont.                             | 1936           |
| Phomopsis sabiae                 | Gutner                                         | 1936           |
| Phomopsis sacchari               | Punith.                                        | 1975           |
| Phomopsis salicina               | (Westend.) Died.                               | 1911           |
| Phomopsis salmalica              | A.H. Khan                                      | 1961           |
| Phomopsis salviae                | (Brunaud) Traverso                             | 1915           |
| Phomopsis sapindacearum          | Bond.-Mont.                                    | 1936           |
| Phomopsis sapindi                | (Pat.) Sacc.                                   | 1915           |
| Phomopsis sapotae                | B. Lal & T.R.N. Rai                            | 1980           |
| Phomopsis saxegothaeae           | Syd.                                           | 1928           |
| Phomopsis scabella               | (Penz.) Curzi                                  | 1925           |
| Phomopsis schefflerae            | P.G. Xi, P.K. Chi & Z.D. Jiang                 | 2003           |
| Phomopsis schlerotioides         | H.A. Kerst.                                    | 1967           |
| Phomopsis schoenocauli           | Syd.                                           | 1930           |
| Phomopsis sclareae               | Sarwar                                         | 1977           |
| Phomopsis scobinella             | Sacc. & D. Sacc.                               | 1906           |
| Phomopsis scutellariae           | Bond.-Mont.                                    | 1945           |
| Phomopsis scutiae                | (Speg.) Aa                                     | 2002           |
| Phomopsis sedi                   | Punith.                                        | 1974           |
| Phomopsis serebrianikowii        | (Bubák) Höhn.                                  | 1917           |
| Phomopsis serjaniae              | Gutner                                         | 1936           |
| Phomopsis seseli                 | Lobik                                          | 1928           |
| Phomopsis sidae                  | Traverso                                       | 1915           |
| Phomopsis silenes                | D. Hawksw. & Punith.                           | 1975           |
| Phomopsis similis                | Bubák                                          | 1915           |
| Phomopsis siphonodontis          | (Sacc.) Aa & Vanev                             | 2002           |
| Phomopsis skimmiae               | Grove                                          | 1933           |
| Phomopsis smilacina              | Gonz. Frag.                                    | 1916           |
| Phomopsis smilacis               | J.F. Lue & P.K. Chi                            | 1994           |
| Phomopsis smyrnii                | (Sousa da Câmara) M.T. Lucas & Sousa da Câmara | 1955           |
| Phomopsis solani                 | Grove                                          | 1917           |
| Phomopsis sorbicola              | Grove                                          | 1930           |
| Phomopsis sorbina                | Sacc.                                          | 1915           |
| Phomopsis sorghi                 | Morochk.                                       | 1933           |
| Phomopsis sorghicola             | Punith.                                        | 1975           |
| Phomopsis spartii                | (Sacc.) Died.                                  | 1911           |
| Phomopsis spiraeae               | (Desm.) Grove                                  | 1920           |
| Phomopsis spironemae             | Gonz. Frag.                                    | 1917           |
| Phomopsis staphyleae             | Höhn.                                          | 1916           |
| Phomopsis stellariae             | (L.A. Kirchn.) Petr.                           | 1921           |
| Phomopsis stenocarpi             | (Tassi) Gutner                                 | 1936           |
| Phomopsis sterculiae             | S.M. Lin & P.K. Chi                            | 1992           |
| Phomopsis sterculicola           | Z.D. Jiang & P.K. Chi                          | 2000           |
| Phomopsis stewartii              | Peck                                           | 1910           |
| Phomopsis stictostoma            | (Grove) Grove                                  | 1923           |
| Phomopsis stillingiae            | (Ellis & Everh.) Aa                            | 2002           |
| Phomopsis striiformis            | (Durieu & Mont.) Grove                         | 1917           |
| Phomopsis stromatigena           | Maire                                          | 1917           |
| Phomopsis subnervisequa          | (Desm.) Höhn.                                  | 1918           |
| Phomopsis swainsonae             | (Henn.) Died.                                  | 1911           |
| Phomopsis symploci               | Petr.                                          | 1940           |
| Phomopsis syncarpiae             | Gutner                                         | 1936           |
| Phomopsis syngenesia             | (Brunaud) Höhn.                                | 1917           |
| Phomopsis syzigii                | Z.D. Jiang & P.K. Chi                          | 2000           |
| Phomopsis syzygiicola            | Li Ma, Z.D. Jiang & P.K. Chi                   | 2004           |
| Phomopsis tabernaemontanae       | Ponnappa & Nag Raj                             | 1974           |
| Phomopsis tamaricaria            | (Sacc.) Grove                                  | 1935           |
| Phomopsis tamarindi              | A. Arya, C. Arya, R. Agarwal & B. Lal          | 1999           |
| Phomopsis tami                   | (Lambotte & Fautrey) Petr.                     | 1921           |
| Phomopsis tecomae                | (Sacc.) Traverso & Spessa                      | 1910           |
| Phomopsis tectonae               | D.P. Tiwari, R.C. Rajak & Nikhra               | 1981           |
| Phomopsis templetoniae           | (Henn.) Died.                                  | 1911           |
| Phomopsis tenuipes               | (Tassi) Aa                                     | 2002           |
| Phomopsis tephrosiae             | Chowdhry                                       | 1967           |
| Phomopsis teramni                | Hasija                                         | 1963           |
| Phomopsis terminaliae            | (Henn.) B. Sutton                              | 1980           |
| Phomopsis ternstroemiae          | Y.H. Gao, W. Sun & L. Cai                      | 2013           |
| Phomopsis tezpatae               | S.M. Singh                                     | 1979           |
| Phomopsis thalictri              | H.C. Greene                                    | 1963           |
| Phomopsis thalictrina            | (Sacc. & Malbr.) Died.                         | 1911           |
| Phomopsis theicola               | Curzi                                          | 1926           |
| Phomopsis theobromae             | (J.V. Almeida & Sousa da Câmara) Bond.-Mont.   | 1936           |
| Phomopsis thermopsidis           | N.F. Buchw.                                    | 1958           |
| Phomopsis thespesiae             | Luke & C.N. Reddy                              | 1979           |
| Phomopsis thevetiae              | M.M. Xiang, Z.D. Jiang & P.K. Chi              | 2003           |
| Phomopsis thujae                 | Died.                                          | 1912           |
| Phomopsis tinea                  | (Sacc.) Höhn.                                  | 1911           |
| Phomopsis tipuanae               | (Tassi) M.T. Lucas & Sousa da Câmara           | 1952           |
| Phomopsis tirrenica              | Moriondo                                       | 1961           |
| Phomopsis tomentosae             | Purkay. & Mallik                               | 1976           |
| Phomopsis tommaseana             | Gaja                                           | 1912           |
| Phomopsis toxicodendri           | (Henn.) Died.                                  | 1911           |
| Phomopsis trachelii              | Gonz. Frag.                                    | 1917           |
| Phomopsis tragopogonis           | Sandu & Mítítíuc                               | 1971           |
| Phomopsis trematis               | Ponnappa & Nag Raj                             | 1974           |
| Phomopsis trichiliae             | Petr. & Cif.                                   | 1932           |
| Phomopsis trichosanthis          | Bond.-Mont.                                    | 1938           |
| Phomopsis tritici                | Punith.                                        | 1980           |
| Phomopsis trochodendri           | (J.V. Almeida & Sousa da Câmara) Vanev         | 2002           |
| Phomopsis trollii                | Fairm.                                         | 1922           |
| Phomopsis tropaeoli              | Punith. & Spooner                              | 1999           |
| Phomopsis truncicola             | Miura                                          | 1928           |
| Phomopsis ulmicola               | Petr.                                          | 1921           |
| Phomopsis umbrina                | (Bonord.) Bubák                                | 1916           |
| Phomopsis urticicola             | Traverso & Spessa                              | 1910           |
| Phomopsis variabilis             | (Penz. & Sacc.) Höhn.                          | 1920           |
| Phomopsis variosporum            | J.K. Sharma, C.N. Mohanan & Florence           | 1985           |
| Phomopsis venenosa               | (Sacc.) Traverso & Spessa                      | 1910           |
| Phomopsis verbasci               | D. Hawksw. & Punith.                           | 1973           |
| Phomopsis veronicae-speciosae    | (Henn.) Died.                                  | 1911           |
| Phomopsis viciae                 | Bubák                                          | 1915           |
| Phomopsis vicina                 | (Desm. ex Sacc.) Grove                         | 1917           |
| Phomopsis viennot-bourginii      | Moesz                                          | 1938           |
| Phomopsis vignae                 | (Speg.) Aa & Vanev                             | 2002           |
| Phomopsis villaresiae            | Gutner                                         | 1933           |
| Phomopsis vincentiana            | (Speg.) M.T. Lucas & Sousa da Câmara           | 1954           |
| Phomopsis viridarii              | (Sacc.) Traverso & Spessa                      | 1913           |
| Phomopsis vismiae                | Petr.                                          | 1950           |
| Phomopsis viterbensis            | Camici                                         | 1948           |
| Phomopsis viticis                | Urries                                         | 1952           |
| Phomopsis voitiae                | Ohl                                            | 1915           |
| Phomopsis wampi                  | C.F. Zhang & P.K. Chi                          | 2000           |
| Phomopsis xanthii                | Vörös                                          | 1959           |
| Phomopsis xylocarpi              | Purkay. & A.K. Pal bis                         | 1996           |
| Phomopsis yuccae                 | V.P. Sahni                                     | 1968           |
| Phomopsis zeicola                | M.E.A. Costa & Sousa da Câmara                 | 1954           |
| Phomopsis zelkovae               | Ratiani                                        | 1969           |
| Phomopsis zijingensis            | Y.J. Huang & P.K. Chi                          | 2000           |
| Phomopsis ziziphicola            | C.Q. Chang, Z.D. Jiang & P.K. Chi              | 2005           |
| Phomopsis ziziphina              | Ponnappa                                       | 1971           |